# 訃報 2010年8月
訃報 2010年8月（ふほう 2010ねん8がつ）では、2010年8月中に物故した、又は物故が報じられた人物についてまとめる。

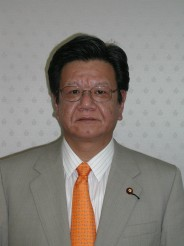
三ッ林隆志／8月2日没

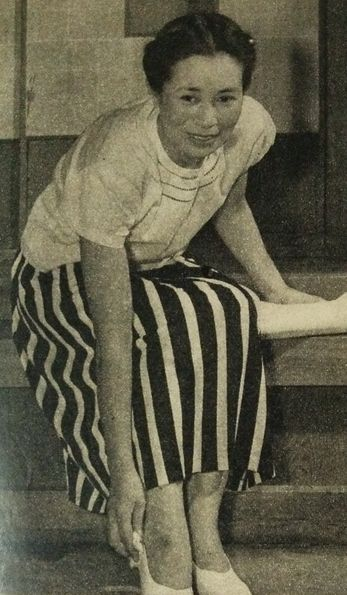
南美江／8月6日没

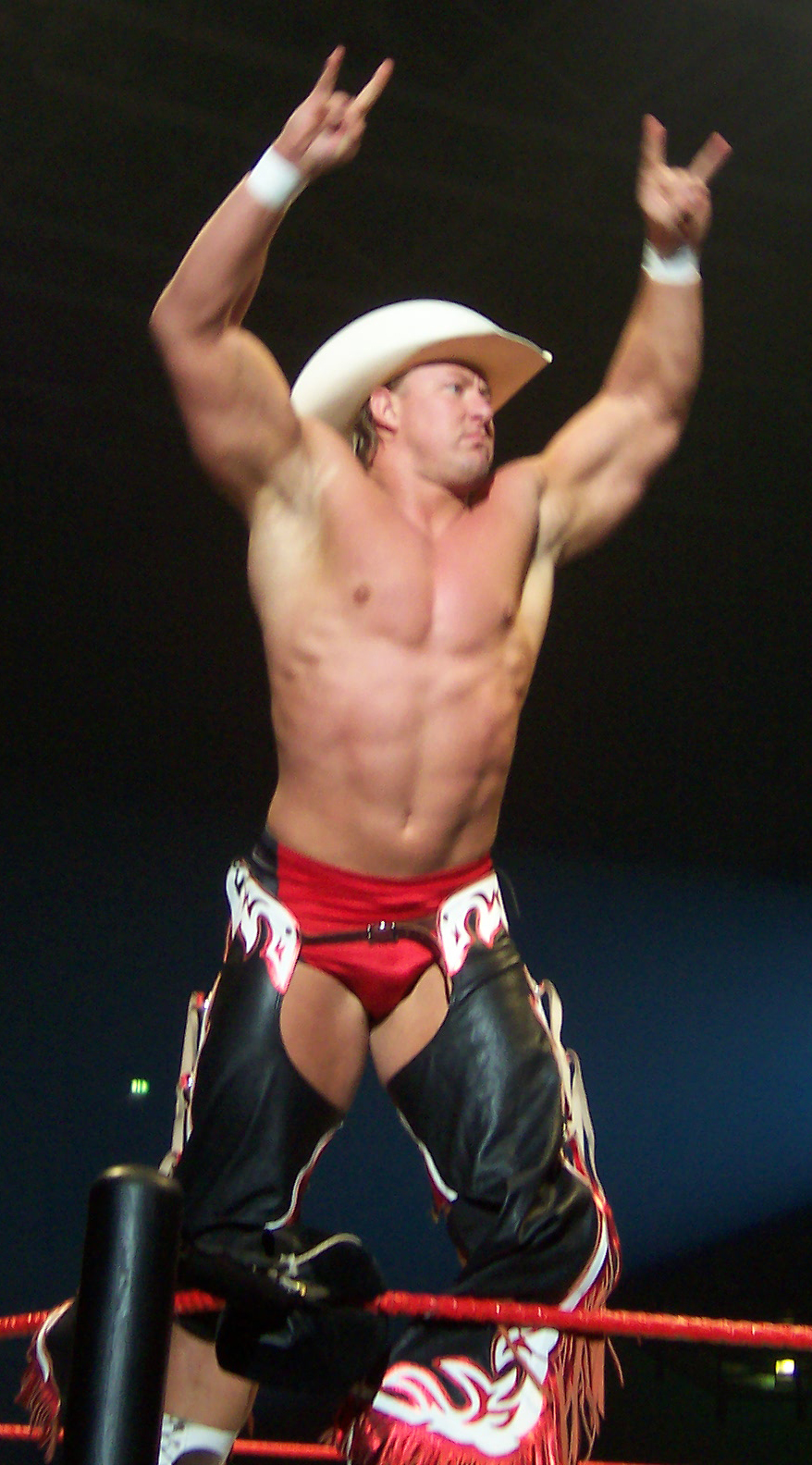
ランス・ケイド／8月13日没

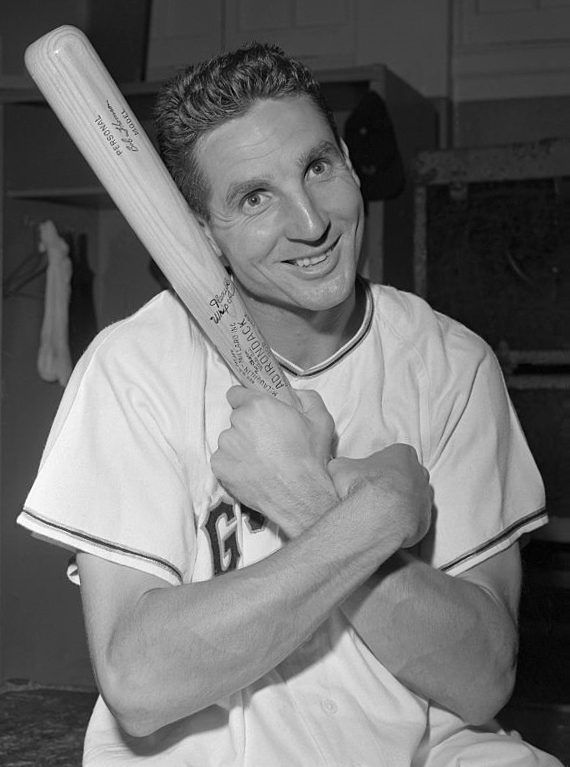
ボビー・トムソン／8月16日没

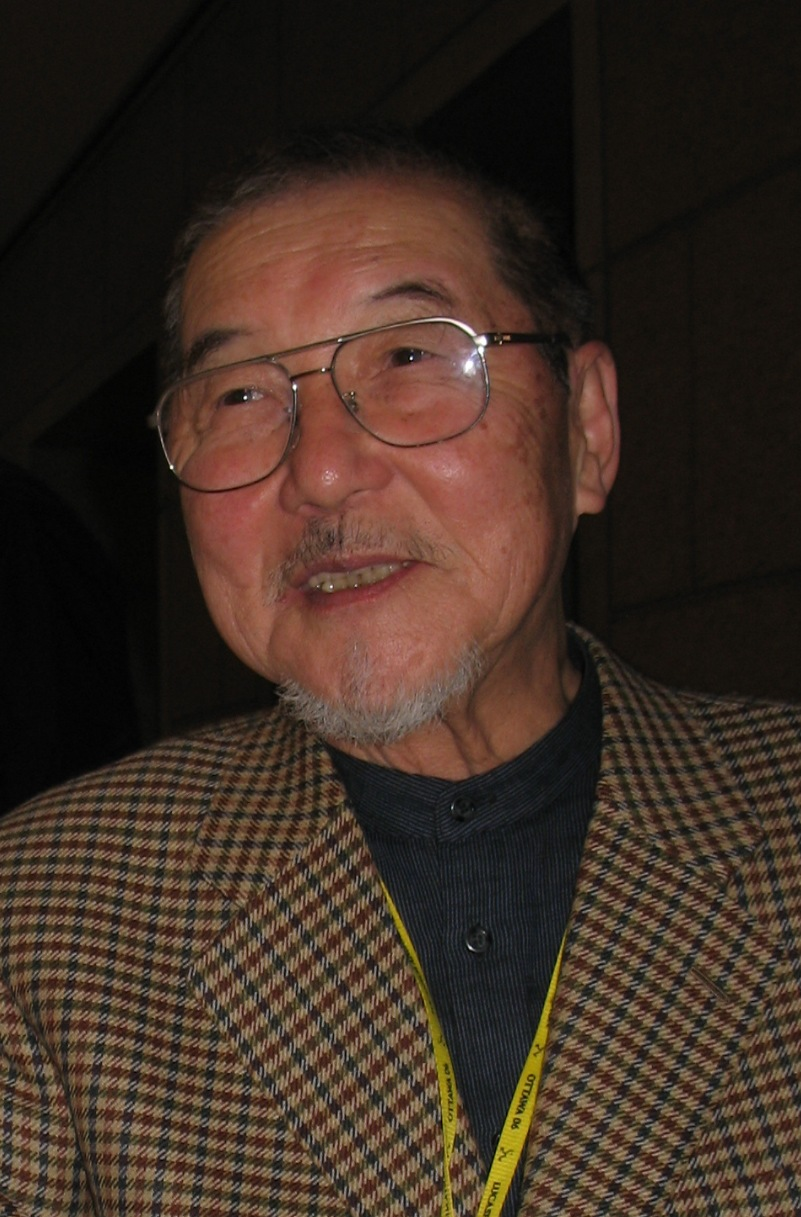
川本喜八郎／8月23日没

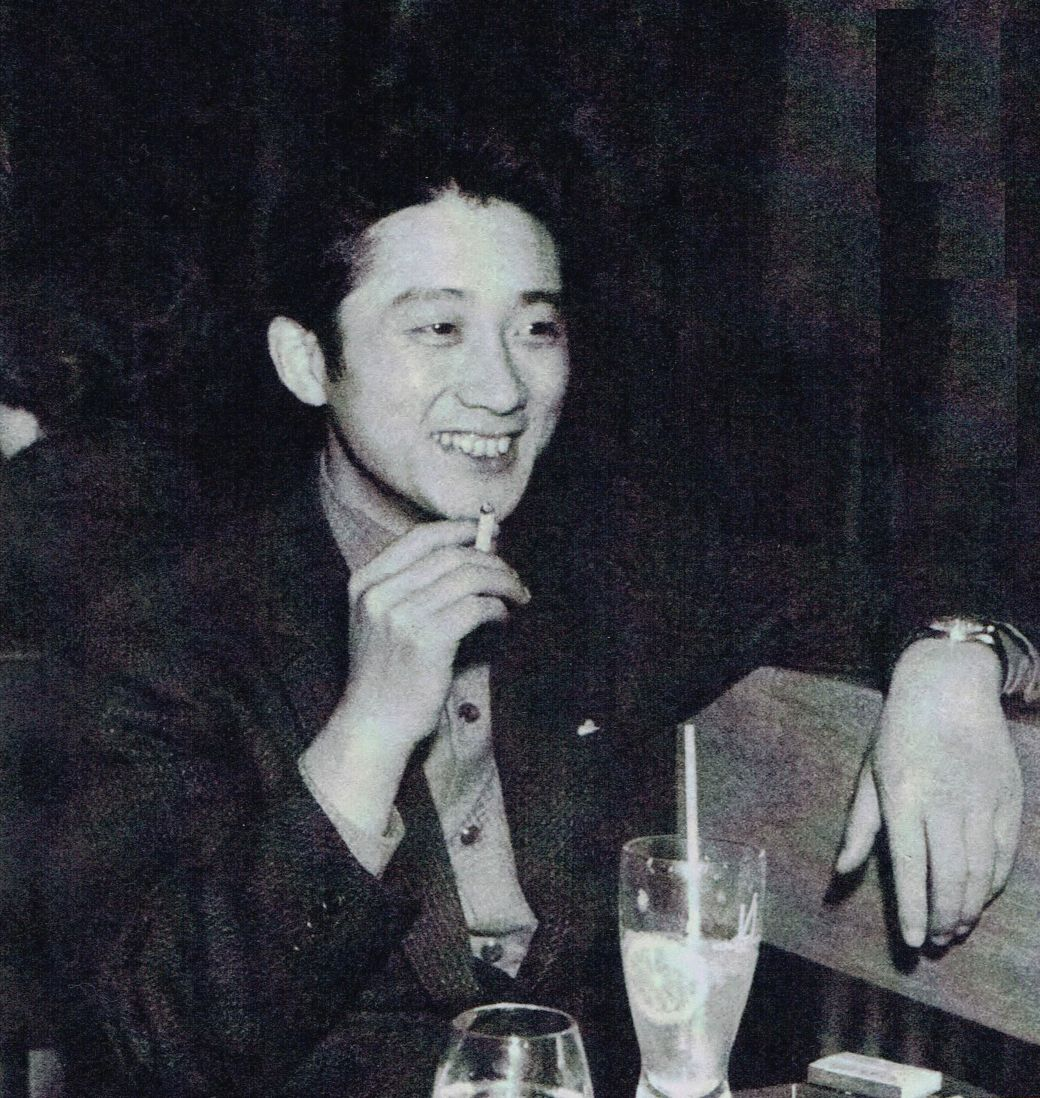
三浦哲郎／8月29日没

## （1日 - 15日）
- 8月1日 - ロリータ・レブロン、プエルトリコの独立運動家（* 1920年）[1]
- 8月1日 - 近藤征矢、日本の女優（* 1943年）
- 8月2日 - 土屋守章、日本の経営学者、東京大学名誉教授（* 1934年）[2]
- 8月2日 - 三ッ林隆志、日本の政治家、医師、元衆議院議員（* 1953年）
- 8月3日 - 欧陽莎菲、中国の女優（* 1923年）
- 8月3日 - ボビー・ヘブ、アメリカ合衆国のシンガーソングライター（* 1938年）
- 8月4日 - 佐伯龍幸、日本の僧侶、西大寺執事長（* 1930年）[3]
- 8月4日 - 小室康彦、日本の政治家、元福島県中島村長（* 1935年）[4]
- 8月4日 - 大麒麟將能、日本の元大相撲力士、元大関、年寄17代押尾川（* 1942年）
- 8月4日 - ゲーリー・ジョンソン、アメリカ合衆国のアメリカンフットボール選手（* 1953年）
- 8月4日 - 井上裕子、日本の女子プロゴルファー、日本女子プロゴルフ協会(JLPGA)理事（* 1959年）[5]
- 8月5日 - 稲垣武、日本のジャーナリスト（* 1934年）[6]
- 8月5日 - 叶家勝二、日本のアクロバット曲芸師（* 1945年）[7]
- 8月6日 - 南美江、日本の女優（* 1915年）[8]
- 8月6日 - 塩川二朗、日本の化学者（* 1924年）[9]
- 8月6日 - トニー・ジャット、イギリスの歴史学者（* 1948年）[10]
- 8月7日 - 大島靖、日本の政治家、労働官僚、元大阪市長（* 1915年）[11]
- 8月7日 - 金春信高、日本の能楽師(シテ方)、金春流79代宗家（* 1920年）[12]
- 8月7日 - 寶山左衛門、日本の長唄鳴物演奏家（* 1922年）[13]
- 8月7日 - ブリュノ・クレメール、フランスの俳優（* 1929年）[14]
- 8月9日 - 八木五文楽、日本の喜劇俳優、松竹新喜劇所属（* 1919年）
- 8月9日 - テッド・スティーヴンス、アメリカ合衆国の政治家、元上院議員（* 1923年）
- 8月9日 - 田中文男、日本の宮大工（* 1932年）
- 8月10日 - 吉村晃一、日本の実業家、日石三菱精製元社長（* 1935年）
- 8月10日 - 中野啓介、タップダンサー、中野ブラザーズ（* 1935年）
- 8月10日 - 山下健一郎、日本の映画製作者（* 1940年）
- 8月12日 - ギド・デマルコ(Guido de Marco)、マルタの政治家、第6代マルタ共和国大統領（* 1931年）
- 8月12日 - アンドレ・キム、大韓民国のファッションデザイナー（* 1935年）
- 8月12日 - 河野裕子、日本の歌人（* 1946年）
- 8月12日 - 影山日出夫、日本のジャーナリスト、日本放送協会解説委員（* 1953年）[15]
- 8月13日 - 升味準之輔、日本の政治学者、東京都立大学 (1949-2011）名誉教授（* 1926年）
- 8月13日 - 松澤昭、日本の俳人、元現代俳句協会会長（* 1925年）
- 8月13日 - 上山和人、日本の政治家、元社会民主党参議院議員（* 1920年）
- 8月13日 - ランス・ケイド、アメリカ合衆国のプロレスラー（* 1980年）
- 8月14日 - ハーマン・レナード(Herman Leonard)、アメリカ合衆国の写真家（* 1923年）[16]

## （16日 - 31日）
- 8月16日 - 王登美、日本の作家・元中華料理店女将、王貞治福岡ソフトバンクホークス球団会長・元監督、東京読売巨人軍元選手・監督の母（* 1901年）[17]
- 8月16日 - ボビー・トムソン、スコットランド出身のアメリカ合衆国元メジャーリーグベースボール選手（* 1923年）
- 8月16日 - ニコラ・カビボ、イタリアの物理学者（* 1935年）
- 8月17日 - フランチェスコ・コッシガ、イタリアの政治家、第8代イタリア共和国大統領（* 1928年）
- 8月17日 - 羽生富士夫、日本の医師、東京女子医科大学名誉教授（* 1931年）[18]
- 8月17日 - 片山慶次郎、日本の能楽師（* 1933年）[19]
- 8月17日 - アミーン・アル＝ヒンディー(Amin al-Hindi)、パレスチナ自治政府の情報機関、総合情報局の元長官・パレスチナ解放機構幹部。ミュンヘンオリンピック事件の実行犯の一人（* 生年不詳）
- 8月18日 - 森澄雄、日本の俳人（* 1919年）[20]
- 8月18日 - 小林抱牛、日本の書家（* 1925年）
- 8月18日 - 桜井信夫、日本の児童文学作家（* 1932年）[21]
- 8月18日 - ケニー・エドワーズ、アメリカ合衆国のシンガーソングライター 、元ストーン・ポニーズのメンバー（* 1946年）
- 8月19日 - エドウィン・モーガン(Edwin Morgan)、スコットランドの詩人（* 1920年）
- 8月19日 - スカンドル・アクバ、アメリカ合衆国の元プロレスラー、プロレスリングマネージャー（* 1934年）
- 8月20日 - 大高正人、日本の建築家、都市計画家（* 1923年）
- 8月20日 - 辻村明、日本の社会心理学者、東北女子大学元学長（* 1926年）
- 8月21日 - 梨元勝、日本の芸能ジャーナリスト（* 1944年）[22]
- 8月23日 - 渡辺武、日本の元大蔵官僚、アジア開発銀行初代総裁（* 1906年）
- 8月23日 - ジョージ・デヴィッド・ワイス(George David Weiss)、アメリカ合衆国の作詞家・作曲家（* 1921年）
- 8月23日 - 川本喜八郎、日本のアニメーション作家、人形作家（* 1925年）
- 8月23日 - 佐藤方哉、日本の心理学者（* 1932年）
- 8月23日 - ビル・フィリップス(Bill Phillips)、アメリカ合衆国の歌手（* 1936年）
- 8月24日 - 荒川宗一、日本の元プロ野球選手【高橋ユニオンズ所属】（* 1925年）
- 8月24日 - 今敏、日本のアニメーション映画監督、ギタリスト・今剛の実弟（* 1963年）[23]
- 8月24日 - 山内昇寿郎、日本のアニメーター
- 8月25日 - 坪川孝志、日本の脳外科医師、日本大学名誉教授（* 1930年）
- 8月27日 - トニー・オズボーン(Tony Osborne)、アメリカ合衆国のプロレスラー（* 1926年）
- 8月27日 - アントン・ヘーシンク、オランダ出身の柔道家、プロレスラー（* 1934年）
- 8月27日 - ルナ・バション、カナダ出身のプロレスラー、マネージャー（* 1962年）
- 8月28日 - 早川雄三、日本の俳優（* 1925年）
- 8月28日 - 山本小鉄、日本の元プロレスラー、解説者、新日本プロレスリング顧問・元審判部長（* 1941年）
- 8月28日 - 猪狩俊郎、日本の弁護士（* 不明）
- 8月29日 - 三浦哲郎、日本の小説家（* 1931年）
- 8月29日 - 尾上菊乃里、日本の舞踊家（* 1937年）
- 8月29日 - 横山國忠、日本の囲碁棋士（* 1940年）
- 8月29日 - 磯貝猛、日本の山岳写真家（* 1954年）
- 8月30日 - フランシスコ・バラージョ、アルゼンチンの元サッカー選手（* 1910年）
- 8月30日 - アラン・コルノー、フランスの映画監督（* 1943年）
- 8月30日 - JCベイリー、アメリカ合衆国出身のプロレスラー（* 1983年）
- 8月31日 - 高橋政行、日本の官僚、元農林水産事務次官、元日本中央競馬会理事長（* 1940年）
- 8月31日 - ローラン・フィニョン、フランスのサイクルロードレーサー（* 1960年）